# Seznam českých šlechtických rodů, Z
Tento seznam obsahuje výčet šlechtických rodů, které byly v minulosti spjaty s Českým královstvím Podmínkou uvedení je držba majetku, která byla v minulosti jedním z hlavních atributů šlechty, případně, zejména u šlechty novodobé, jejich služby ve státní správě na území Českého království či podnikatelské aktivity. Platí rovněž, že u šlechty, která nedržela konkrétní nemovitý majetek, jsou uvedeny celé rody, tj. rodiny, které na daném území žily alespoň po dvě generace, nejsou tudíž zahrnuti a počítáni za domácí šlechtu jednotlivci, kteří zde vykonávali pouze určité funkce (politické, vojenské apod.) po přechodnou či krátkou dobu. Nejsou rovněž zahrnuti církevní hodnostáři z řad šlechty, kteří pocházeli ze šlechtických rodů z jiných zemí.

## Z
- Zachařové z Pašiněvsi
- Zajícové z Hazmburka
- Zajícové z Valdeka
- Zapští ze Zap
- Zárubové z Hustířan
- Zásmučtí ze Zásmuk
- Zedtwitzové[1]
- Zessnerové ze Spitzenberga
- Zhořští ze Zhoře[1]
- Zichyové de Vaszonykeö
- Zilvarové ze Silberštejna
- Zmrzlíkové ze Svojšína
- Zručtí z Chřenovic